# Arturo De Bassi
Arturo De Bassi fue un músico, compositor, director, empresario y autor teatral. Nació en Buenos Aires, Argentina el 24 de abril de 1890. A los diez años tocaba el clarinete en la banda de su padre, la cual tocaba en las plazas de la ciudad. Fallece en Buenos Aires el 18 de junio de 1950.

## Su actividad como compositor
Su primer tango, en 1902, fue “¿Ma Qui Fu?” y luego vinieron sus composiciones inolvidables que lo convirtieron en una figura popular del tango: “El caburé”, “El incendio” y “La catrera”. También tuvieron resonancia: “El romántico”, “Don Pacífico”, “Papirusa”, “Auxilio”, “Canchero” y “El tango” (que grabó Carlos Gardel, con letra de Celedonio Flores).

## Su actividad en el teatro
Teatralmente se inició en 1905 en el teatro Apolo de la ciudad de Buenos Aires debutando en la compañía de Arturo Podestá. La primera obra a la que puso música fue el sainete “La cantina”, de Alberto Novión, estrenada por Florencio Parravicini en el teatro Argentino en 1908.